# 三隈川

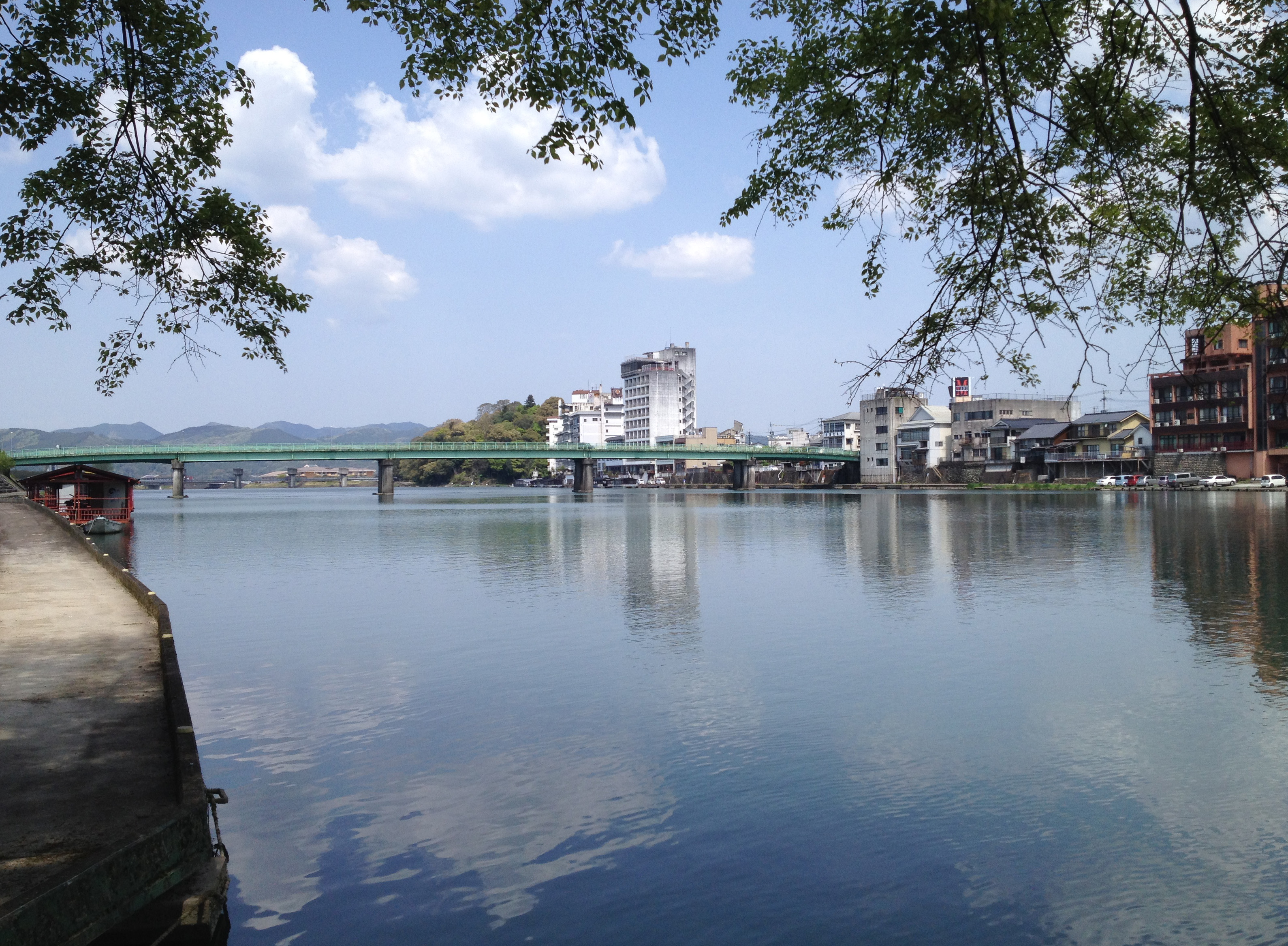
日田市中心部を流れる三隈川。特に銭渕（ぜにぶち）と呼ばれている範囲。右側は日田温泉のある隈地区

三隈川（みくまがわ）は、一級河川筑後川本川の上流部のうち、大分県日田市内の玖珠川との合流点より下流で、夜明地区周辺（主に大肥橋）より上流の区間の呼び名。なお、筑後川本川のうち、三隈川より上流の区間は大山川と呼ばれる。

## 概要
三隈川には、玖珠川をはじめ花月川や高瀬川、串川などの支川があり、それらが市内で合流することで日田市の水郷としての景観を作っている。江戸時代以来の木材の産地であったことで三隈川は切り出された材木の輸送経路として利用され、昭和初期以前は現在の銭淵地区周辺が上流から運ばれてきた木材の集積地となっていた。そのため、現在もこの地区には製材所が立地している。川は、可動堰によって仕切られ、一部に淵を形成している。この流れを"銭淵"といい、筏流しが行われていたころは木材の集積場所となっていた。また、江戸中期には広い水面を利用した舟遊びを行う文化が生まれた。

## 歴史
『豊西記』にある「日と鷹神話」によれば、大昔の日田盆地は、東西五十余町、南北百余町ほどの湖であったが、地神第5代ウガヤフキアエズ命のとき、東からやってきた大鷹が湖で羽をひたして北へ去った直後、突如として大地が鳴動し、雷光が走ったことによって湖の西の端が崩れて湖の水が湖外に流れ出し、あとには大きな川と3つの丘が現れた。この川が現在の三隈川であり、3つの丘とは、三隈川と並ぶ日田市のシンボルとなっている、日隈、月隈、星隈の3つであるとしている。

### 流通経路としての利用
三隈川は有明海に注ぐ筑後川の上流であったことから日田から下流域の都市への物流経路として利用された。輸送されたものは杉などの木材の他に米や物品も運送された。筏下りは、江戸時代の1681年（元和元年）以降より雑木や竹材についてはじまり、杉材が流されたのは18世紀後半以降のことである。1774年（安永3年）以降には下流の久留米や大川などの都市に輸送されるようになっていたが、1953年（昭和28年）に三隈川・筑後川を経路としての木材運搬は行われなくなった。

### 水害
このように、三隈川は日田市の象徴と市民生活の支えとなってきたが、一方で多くの水害を引き起こしてきた川でもあった。近年最大の被害を引き起こしたのは、1953年（昭和28年）の水害である。このときは、市内全体が湖のように水に浸り、多くの橋が流され、死者や行方不明者も多数に上った。現在、市内の亀山公園入り口のあたりに、この水害時の水位を示す看板がある。

## 流域の自治体
- 大分県
  - 日田市

## 並行する交通
鉄道
- JR九州久大本線

自動車道
- 国道210号
- 国道386号

## 流域の文化
- 日田温泉
- 日隈城・亀山公園
- 鵜飼い
- 遊船

行事

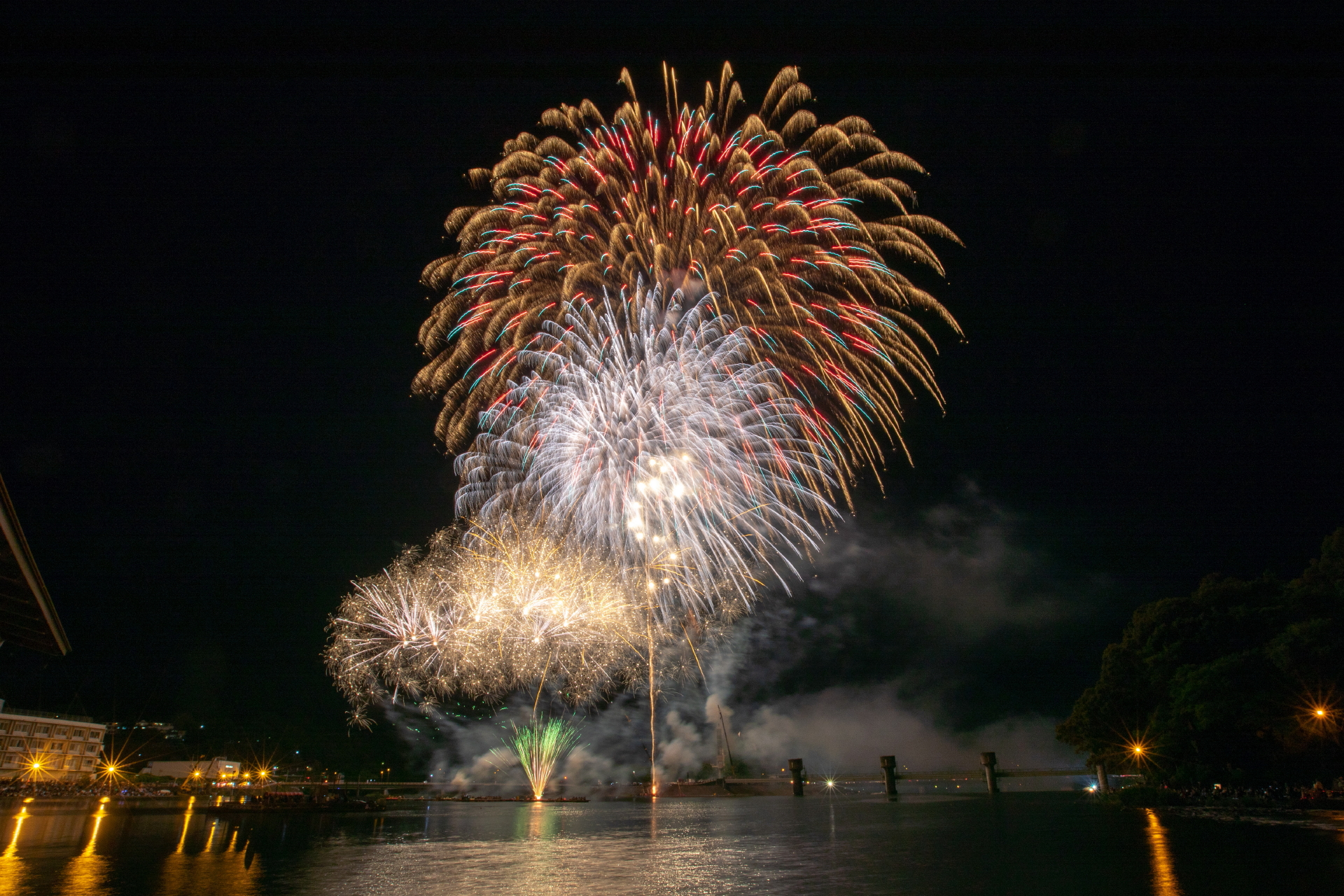
日田川開き観光祭の花火（2018年）

- 日田祇園祭 - 曳山行事が行われる1週間前に三隈川の水で神輿洗いを行う。
- 日田川開き観光祭 - 1947年（昭和22年）から鮎漁解禁に合わせてが催され、水神祭に始まり三隈川をメーン会場としたイベントや2日間にわたって計1万発以上の花火が打ち上げられる。